# Digitaria trinervis
Digitaria trinervis là một loài thực vật có hoa trong họ Hòa thảo. Loài này được Van der Veken mô tả khoa học đầu tiên năm 1975.